# Alturas/Rin del angelito
Alturas/Rin del angelito è un singolo del gruppo musicale cileno Inti-Illimani, pubblicato nel 1977 ed estratto dall'album Viva Chile!.

## Descrizione
Il singolo è stato pubblicato dall'etichetta discografica spagnola Movieplay in formato 7".
I due brani presenti provengono entrambi dal loro primo album pubblicato durante l'esilio italiano Viva Chile!.
Sulla copertina è raffigurata una foto del gruppo mentre suona dal vivo. Questo disco, il cui numero di catalogo è 01.0303/2, è un disco promozionale.

## Tracce
1. Alturas (Horacio Salinas)
2. Rin del angelito (Violeta Parra)